# Farafangana
Farafangana é uma cidade do Este de Madagáscar, sua população era de 24 764 habitantes em 2004. Ela é a capital da região de Atsimo-Atsinanana.

## Geografia
A cidade é travessado pela estrada nacional No. 12 (Vangaindrano, Manakara).

## Natureza
A Reserva de Manombo é a 27 km de Farafangana.